# 자바애플

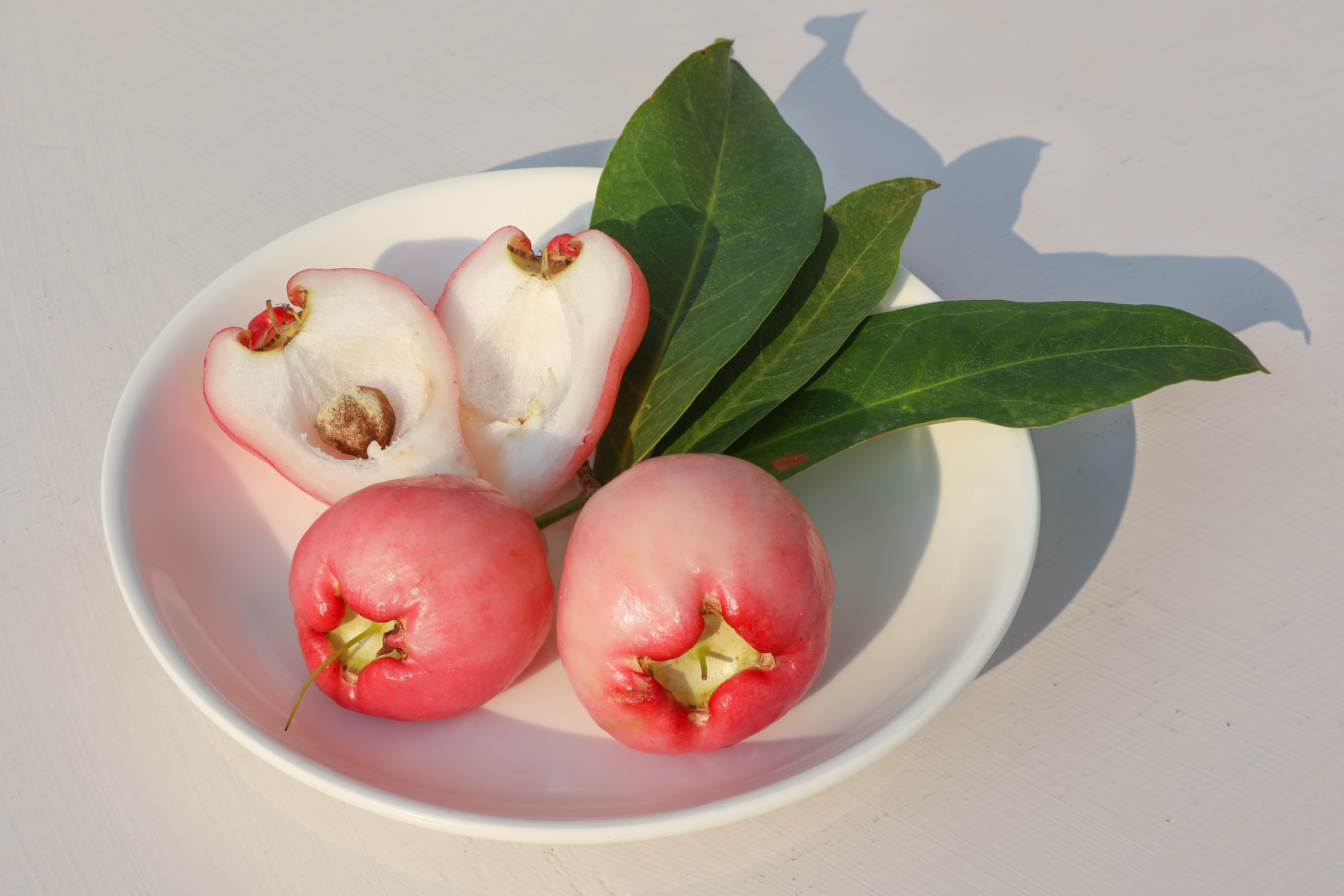

자바애플 또는 자바사과(Syzygium samarangense)는 도금양과의 식물종으로, 대순다 열도, 말레이반도, 안다만 니코바르 제도를 포함한 지역에 자생하며 선사시대에 더 넓은 지역으로 도입되어 지금은 열대 지역에서 널리 경작되고 있다.
자바애플 나무는 12미터 높이로 자라며 상록잎은 10~25센티미터 길이이며 잎너비는 5~10센티미터이다.
꽃은 2.5센티미터 지름의 노랗고 흰색이다. 꽃은 야생에서 4~6센티미터 길이로 자란다.